# Lochmaben Stone
La The Lochmaben Stone è un megalite a 1,6 km ad ovest della foce del fiume Sark sul Solway Firth nell'area consigliare del Dumfries and Galloway, Scozia. L'area è conosciuto anche come "Stormont". Insieme ad una pietra più piccola, è tutto ciò che rimane di un circolo di pietre risalente al 3000 a.C.
La pietra principale misura 2,1 m in altezza e 5,4 m di circonferenza per un peso approssimativo di 10 tonnellate. È in granito, esposto a forti azioni glaciali.
In un paesaggio privo di alberi è stato un punto di riferimento per millenni.

## Etimologia

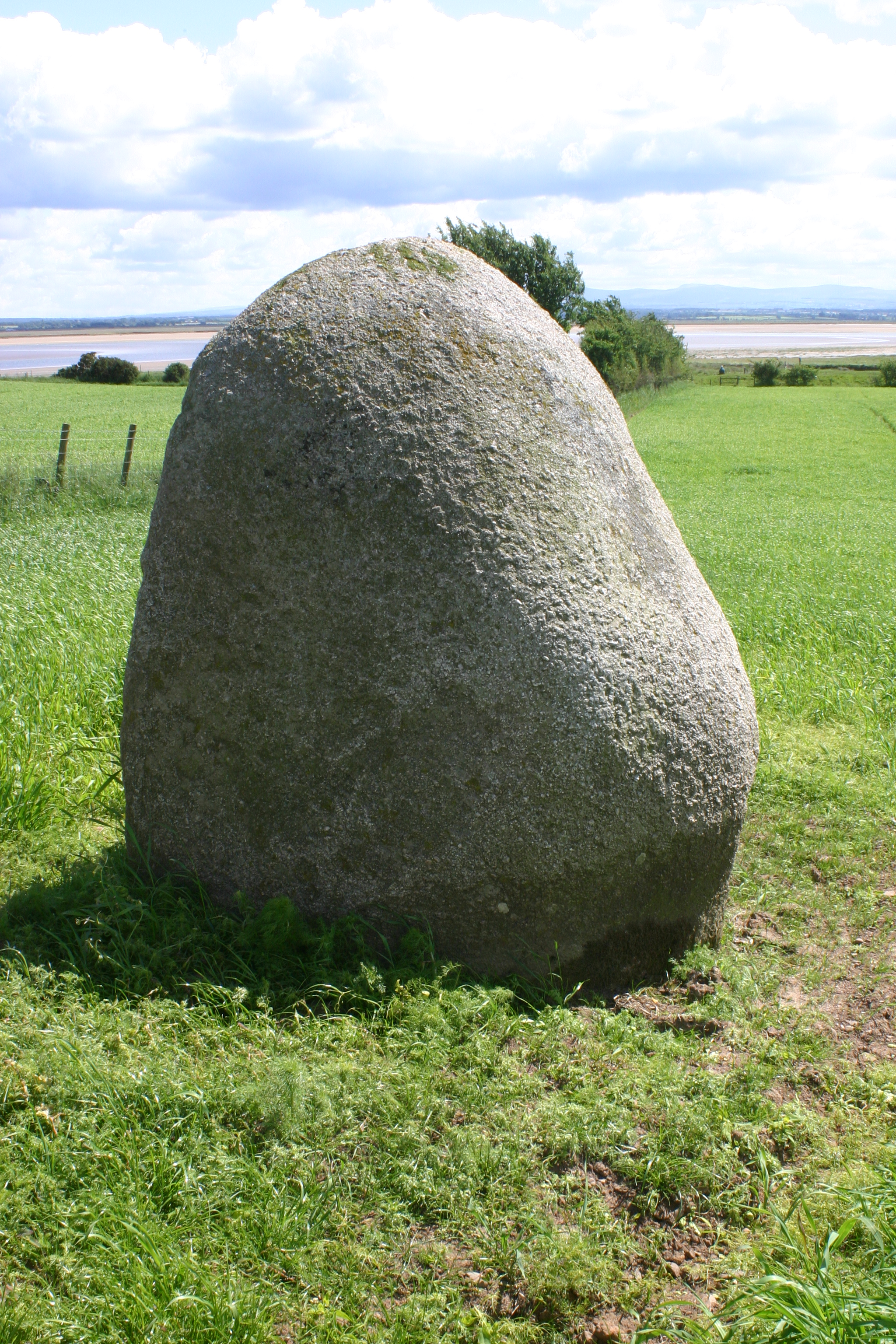
Lochmaben Stone (lato nord)

In gaelico scozzese "loch" significa "stagno", ma può derivare da "Locus Maponi" (it.: "Luogo di Mabon", una divinità celtica) nella Cosmografia ravennate (700 d.C.), suggerendo un collegamento con la cittadina di Lochmaben.

## Storia
Lochmaben Stone era un punto di riferimento facilmente riconoscibile: veniva considerato il punto più meridionale del Regno di Scozia. Bande di razziatori ed eserciti si riunivano qui prima di attaccare l'Inghilterra. Nel 1448 si svolse la battaglia di Sark o di Lochmaben Stone.